# Rhodeus suigensis
Rhodeus suigensis és una espècie de peix cipriniforme de la família dels ciprínids que es troba al Japó i Corea.